# WOGEDO
Die WOGEDO (Wohnungsgenossenschaft Düsseldorf-Ost eG) ist eine im Jahr 1919 gegründete Wohnungsgenossenschaft mit 9.991 Mitgliedern (Stand 30. September 2021). Firmensitz ist Düsseldorf-Lierenfeld.
Hervorgegangen ist die WOGEDO aus dem gemeinnützigen Arbeiter-Bauverein Freiheit, den 152 Arbeiter der Waggonfabrik Gebr. Schöndorff gemeinsam mit ihrem Arbeitgeber Albert Schöndorff am 19. Juli 1919 gründeten. Aufgrund der Wohnungsnot nach Ende des Ersten Weltkrieges errichteten die Mitglieder des Bauvereins zunächst 300 Wohnungen. Aus dem Zusammenschluss mit drei weiteren Genossenschaften wurde 1942 die „Wohnungsgenossenschaft Düsseldorf-Ost eG“ gebildet, die sich seit 1999 WOGEDO nennt. Der heutige Wohnungsbestand der WOGEDO umfasst ca. 4.500 Wohnungen. Zum Bestand der WOGEDO zählen ebenfalls ca. 1.900 Garagen.
Die WOGEDO setzt mehrere Bestandsersatzprojekte in Unterrath und Gerresheim um. Dadurch entstehen über 200 neue Wohnungen. Neben den Wohnungen bietet die WOGEDO zusätzlich technischen Service an. Voraussetzung für den Bezug einer Wohnung der WOGEDO ist die Mitgliedschaft. Diese erlangt man durch Beitritt und den Erwerb von Genossenschaftsanteilen. Auf die Anteile wird eine Dividende ausgeschüttet. Diese beträgt aktuell 4 %. Aus dem Kauf der Genossenschaftsanteile leiten sich neben der Mitgliedschaft auch Mitbestimmungsrechte ab.
Es besteht lebenslanges Wohnrecht und Schutz vor Eigenbedarfskündigung. Eine Genossenschaft kann nicht verkauft werden. Verkäufe von Wohnungen erfolgen in der Regel nur an Mitglieder zum Zwecke der Eigentumsbildung. Wohnen bei Wohnungsgenossenschaften wird daher häufig als dritter Weg zwischen Miete und Eigentum bezeichnet, da es die Flexibilität von Mietwohnungen mit der Sicherheit von Eigentum kombiniert.